# Párty Hárder: Summer Massacre
Párty Hárder: Summer Massacre je nekorektní teenagerská filmová komedie určená pro mladší publikum protkaná černým a vulgárním humorem umocněným absurditou scén. Autor snímku Martin Pohl se ve své filmové tvorbě postupně přesouvá od amatérské produkce k profesionálnímu štábu a běžnému rozpočtu. Film Párty Hárder: Summer Massacre je tak profesionálnější pokračování svého předchůdce Párty Hárd, na kterého volně navazuje. Film distribuuje společnost Bontonfilm. Film je nepřístupný pro děti do 15 let.

## Úroveň produkce a distribuce
Martin Pohl chtěl přinést originální snímek zaplňující mezeru v české kinematografii, něco, co se v českém prostředí běžně netočí a třeba to bude inspirovat i další filmaře k tomu se trochu odvázat. Předchozí díl Párty Hárd natáčel Martin Pohl z vlastních zdrojů za zhruba 300 tisíc Kč. Mezi fanoušky Martina Pohla se stal film kultovním a díky tomu bylo vybráno na druhý díl v crowdfundingové kampani na serveru Donio během pár týdnů přes milion a dvě stě tisíc korun. Celkový rozpočet filmu byl přibližně 6 milionů Kč a tak se původně nadšenecká tvorba zprofesionalizovala co do produkce i distribuce. Nový díl byl na rozdíl od předchozího distribuován oficiálně do všech českých kin a získal díky celkové větší profesionalitě a kvalitnější kameře i střihu nový rozměr. Kromě toho narostlo asi desetkrát i personální obsazení, výprava a štáb, rekvizity, lokace, davové scény, speciální efekty a přibyla i animovaná pasáž. Film má dobře vybranou hudbu, která dobře zapadá do každé sekce filmu. Zazněly v něm skladby od Dope D.O.D., Ouija Macc, Freewill, Forbidden Society nebo Snoop Dogga. Ačkoliv film není podle samotného autora Martina Pohla pro každého, a ačkoliv je film kontroverzní, kritici filmu prorokovali dobrou šanci prorazit u vybraného publika také za hranicemi.
| „                                           | Českej film už řadu let smrdí zapářkou a až na ojedinělé výjimky se tu dokola točí ty stejný sračky s okoukanejma hercema. Chápu, že části divácké obce to vyhovuje, ale zbytek trpí a na českej film prostě do kina nepřijde. Přesně tenhle segment frustrovanejch diváků chceme uspokojit a naservírovat jim něco, co se tu běžně netočí. A kdoví, třeba to inspiruje i další filmaře k tomu se trochu odvázat. | “ |
| — Martin Pohl k důvodům natočení jeho filmu | |   |

## Natáčení
Martin Pohl vsadil na autenticitu. Všechny scény z Máchova jezera jsou tak skutečně natočeny tam a další natáčecí lokace byly v okolí autorova rodného Rumburku. Postavy filmu a jejich charaktery jsou odpozorovány z reálného života a režisér všechny herce osobně zná.
Oproti předešlému dílu bylo natáčení o dost profesionálnější, tým byl o hodně větší a obsahoval dosud nevyužívané možnosti, jako catering, asistenty kamery nebo režii zvuku. Novinkou bylo také omezení pití alkoholu, které muselo přijít kvůli přílišné konzumaci ze začátku. Nakonec se nesmělo pít od začátku natáčení, tj. cca od 6:00, do 12:00.
Natáčelo se asi 23 dnů a asi 50 dnů se materiál zpracovával ve střižně.

## Děj
Oproti tomu minulému tento díl vypráví celistvější a charakterově bohatší příběh konceptem připomínající běžné mainstreamové komedie. Děj začíná maturitním dnem tří hlavních hrdinů – Poulíčka, Tomáše a Mikiho. Tomáš se probouzí z nepříjemného snu, že musel nastoupit do srbských milicí, kam ho poslal jeho otec. Po úspěšném složení maturity se na Poulíčka a jeho plány na prázdninové mejdany vykašlou jeho dva kamarádi kvůli přípravě na vysokou. Mezitím Tomáš a Miki mají v plánu se dostat na letní festival Summer Massacre na Máchově jezeře proslulém muzikou, mejdany a nevázaným sexem, a slibují si od toho životní zážitek a prázdninovou soulož. Tam mají domluvenou u Tomášova strýce také brigádu. Jelikož nemají auto, osloví Poulíčka s Multiplou a ten vyráží s nimi. Před odjezdem jim Poulíčkův známý Zbyněk Multiplu vylepší a na kapotě tak mají velký nápis hudební skupiny Ortel a dvě obrovská dilda. U Tomášova strýce dostanou slíbenou brigádu v podobě humorných prací. Ubytováni jsou však ve špinavém kempu, kde jsou místo očekávaných zástupů dívek pouze zpustlíci mužského pohlaví. Jejich pokusy v takovém prostředí navázat vztah jsou zoufalé a nad vodou je drží myšlenka na blížící se festival.

## Obsazení
| Adam Ernest         | Pája alias Poulíček        |
| Daniel Žáček        | Tomáš Jánský alias Pochcan |
| Jiří Bohatý         | Miki Novotný               |
| Vojtěch Vodochodský | Berry                      |
| Benjamin Škampa     | Tony                       |
| Radim Neuvirt       | doktor Král                |
| Kostas Zerdaloglu   | Žarko                      |
| Václav Žáček        | Tomášův táta               |
| Michal Böhm         | Honza Kosobud              |
| Zora Pohlová        | Monika De Nuevo            |
| Petr Reif           | ochranka                   |
| Martin Kocián       | Martin Kocián              |
| Martin Pohl         | Chcánkopták                |
| Lenka Bondorová     | barmanka                   |
| Pavel Bareš         | barman                     |

## Recenze
- Mirka Spáčilová, iDNES.cz: „Po filmařské stránce se Párty Hárder už blíží profesionální podobě, třebaže s manýrou hudebních podkresů a s nejistotou v návaznostech, ale jako čirá kratochvíle pro skalní fanoušky podobného druhu alternativy v klidu obstojí. Tím spíše, že na její vznik ve sbírce přispěli. Jenom překvapí, že právě hlasatelé potřebné odvahy k zásadnímu průlomu v zábavě si vybrali námět natolik provařený zrovna vysmívanou komerční scénou, jíž pohrdají.“[11]
- Cival, Mediazone.cz: „Párty Hárder je zatím nejlepším českým filmem první poloviny roku 2022, a kdyby se dočkala kvalitního anglického dabingu, jistě by měla šanci obstát i na zahraničních streamovacích platformách jako bizarně výstřední ukázka radikální teenagerské komedie ze Střední Evropy.“[8]
- (11 z 10) Jiří Zemen, PrahaIN.cz: „Párty Hárder: Summer Massacre je zkrátka něco exkluzivního, kontroverzního, pohoršujícího, ale taky obohacujícího. Něco podobného bychom v dějinách české kinematografie hledali těžko.“[7]
- Jakub "lamps" Vopelka, Kinobox.cz: „Nikoli příběh, znovu obšlehnutý od amerických předobrazů, nýbrž právě zvolený humor posouvá Párty Hárder mimo dosah jakékoli soudobé konkurence. Řezník nezapře morbidní a provokativní povahu, tudíž řada diváků a divaček tenhle gejzír nekorektní zábavy neunese.“[10]
- Radim Šlechta, Refresher.cz: „Otřepaná fráze říká, že tvůrce je jen tak dobrý, jak dobré je jeho poslední dílo. Martymu se v případě Párty Hárder: Summer Massacre podařilo překonat úspěch jedničky a navázat na ni vyzrálým a v jádru velmi dobře zpracovaným filmem. Jako režisér reprezentuje underground českého filmu skvěle a dá se jen doufat, že ostatní tvůrci dostanou kuráž točit odvážné snímky, aniž by jejich primárním cílem bylo vymezit se proti korektnosti. Tvořit se totiž má pro dílo a Marty Pohl ukazuje, že taková cesta prostě funguje.“[6]